# M.O.L.O.
M.O.L.O. er den første EP af den danske musikgruppe Molotov Movement, der består af rapperne Benny Jamz, Gilli, Stepz og Branco (MellemFingaMuzik). EP'en blev udgivet den 16. juni 2018 via Sony Music.

## Baggrund og udgivelse
Det var i første omgang givet, at gruppen ville udgive sin første større og sammenhængende udgivelse i efteråret 2016.
I slutningen af december 2017 udgav gruppen singlen 'Stilen Lagt'. og efterfølgende medvirkede Benny Jamz og Gilli på MellemFingaMuziks single ‘La Criminal’ fra marts 2018.
Som optakt til udgivelsen blev der lagt flere kryptiske billeder og små videoer op på Instagram fra gruppens medlemmer. Det var ikke med udgangspunkt i, hvad der blev lagt på Instagram, ikke klart, hvad der skulle blive udgivet. Der var således relativt sparsomme informationer om udgivelsen, men de kryptiske informationer på internettet havde gjort, at fansene gik “fuldstændig, kollektivt amok". Et par dage før udgivelsen blev det offentliggjort, at det var en EP, som gruppen skulle til at lancere.
EP'en blev efterfølgende udgivet den 16. juni 2018, uden at der på forhånd var udgivet singler, der skulle indikere, at der skulle komme et større samlet værk fra Molotov Movement. Ingen af de singler, som gruppen tidligere havde udgivet, var med på denne EP.

## Modtagelse

### Anmeldelser
Udgivelsen modtog gode anmeldelser i de danske medier.
Anders Hjortskov fra GAFFA mente, at der med albummet blev "sendt en fuckfinger til staten og holdt et vågent øje med dem, der tæt på". EP'en, mente han, var fyldt med succesfulde rappere, der alle havde 'skarptslebne vers' og fandt, at der var plads til at alle fire rappere, men at Gilli stak ud, særligt på "hyperaggressive “Salam”, hvor våbnene kommer frem på bagsædet. Angående udgivelsens produktioner roste han Nicki Pooyandeh, som er hovedproducer bag "de onde og nedbarberede beats, der giver masser af luft og uhygge til hele selskabet og får dørene til at ryste, og bemærkede, at EP'en næsten udelukkende består af "nye trap-orienterede skæringer, hvor der er skruet ned for afrobeat-inspirationerne og op for dynamikken mellem de fire passagerer". Han kvitterede med fem ud af seks stjerner.
Soundvenues anmelder, Christian Wolkoff, tildelte ligeledes udgivelsen fem ud af seks stjerner. Han mente, at udgivelsen var "sådan en meteor, der laver et dybt hul. Helt ned i undergrunden. Ned under den hårde beton. Helt ned til underverdenen – og her taler jeg altså ikke om den græske mytologi. Det er gademusik i direkte forlængelse af MellemFingaMuziks ’Militant Mentalitet’. Han roste udgivelsens produktioner, som han fandt som værende skarpt defineret ved "bare tunge beats og vers efter vers". Selvom han særligt roste Gilli for sine præstationer på fx ’Ik is’, mente han, at den "egentlige bedrift i ep’en skal ikke tillægges enkeltpræstationer. Det er slet ikke meningen. ’M.O.L.O.’ står skarpt, fordi de fire individualister fungerer i unison; synger omkvæd i blandet flok, ad-libber lidt og står sammen i det univers, ep’en kredser om".

### Priser
Udgivelsen blev af Soundvenue kåret som årets 4. bedste danske album i 2018.

## Spor
| 1.    | "Intro"          | Benny Jamz, Nicki Pooyandeh                          | Nicki Pooyandeh | 0:58 |
| 2.    | "Formidable"     | Benny Jamz, Gilli, MellemFingaMuzik, Nicki Pooyandeh | Pooyandeh       | 5:18 |
| 3.    | "Udsigt"         | Benny Jamz, Gilli, MellemFingaMuzik, Nicki Pooyandeh | Pooyandeh       | 3:33 |
| 4.    | "Fryse"          | Benny Jamz, Gilli, MellemFingaMuzik, Nicki Pooyandeh | Pooyandeh       | 4:33 |
| 5.    | "Ik Is"          | Benny Jamz, Gilli, MellemFingaMuzik, Nicki Pooyandeh | Pooyandeh       | 4:26 |
| 6.    | "Salam"          | Benny Jamz, Gilli, MellemFingaMuzik, Nicki Pooyandeh | Pooyandeh       | 4:48 |
| 7.    | "Ik Sådan Nogen" | Benny Jamz, Gilli, MellemFingaMuzik, Nicki Pooyandeh | Pooyandeh       | 4:19 |
| 27:57 |                  |                                                      |                 |      |

## Hitlister

### Ugentlige hitlister
| Hitliste (2018)        | Højeste placering |
| ---------------------- | ----------------- |
| Danmark (Album Top 40) | 3                 |

### Årslister
| Hitliste (2018) | Placering |
| --------------- | --------- |
| Danmark         | 82        |